# Felssporn

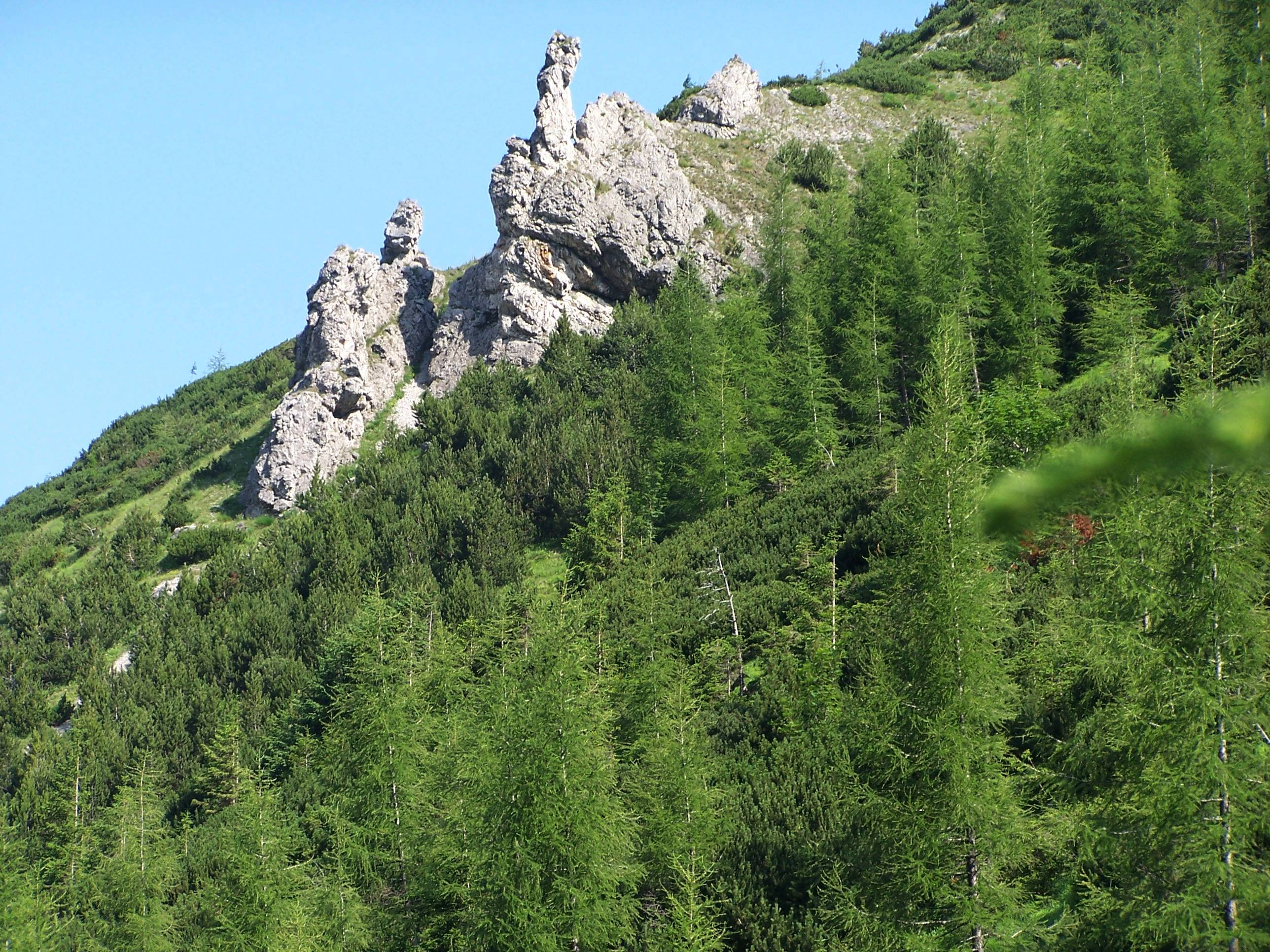
Geländesporn mit Felsnadeln in der Tatra

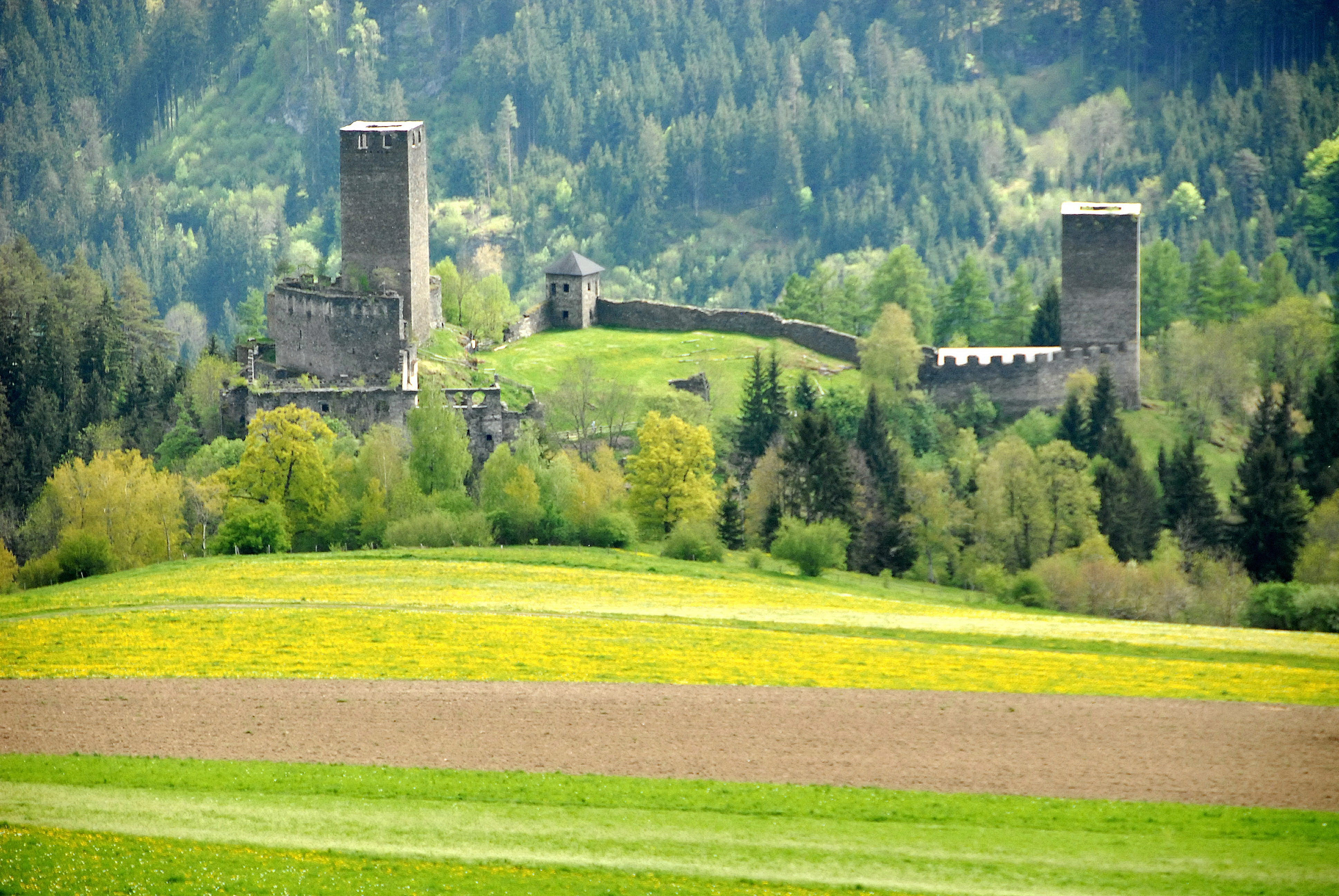
Sanfte Rückseite am Burgsporn von Liebenfels (Kärnten)

Als Felssporn, Felsnase, Felsvorsprung, Felsburg, Geländesporn oder Bergsporn wird ein aus einem Berghang ragender Felsen bezeichnet. Als Spornberg bezeichnet man ganze Erhebungen, die einen vorgelagerten Gipfel bilden.

## Beschreibung
Zur Eigenschaft von Felspornen gehört nicht unbedingt, dass sie einen Gipfelpunkt aufweisen. Auch ein nach nur zwei oder drei Seiten scharf abfallender Bergrücken kann als Sporn bezeichnet werden, das anschauliche Wort Nase bezeichnet diese Geländeform im Speziellen. Spornberge im eigentlichen Sinne hingegen sind charakteristisch durch eine Einsattelung von ihrem Hauptmassiv getrennt. Während sich Felssporne oft vom umgebenden Gelände nicht nur durch ihre Form, sondern oft auch durch die Geologie (Gesteinsart, Tektonik) hervorheben, markieren Spornberge typischerweise die Einmündung eines oder zweier Nebengewässer, an der sie die erste höhere Erhebung über der Landspitze am Fluss bilden. Gemeinsam ist den Spornbildungen, dass sie durchwegs Erosionsreste darstellen, sei es durch widerstandsfähigeres Gestein an einem Steilhang, sei es durch alte Wasserläufe oder Gletscheraushebung, wo sie beispielsweise einen später wieder weiter auserodierten Inselberg oder den Teil eines Riegelbergs (Rest einer Talschwelle) bilden, oder aus einer Talschulter freigestellt wurden.
Bergsporne und Spornberge bilden durchwegs bedeutende Landmarken und nehmen in der Siedlungsgeschichte oft eine herausragende Bedeutung ein.
In der Vergangenheit waren solche oft steil über einem Tal gelegenen Stellen am Sporn bevorzugte Plätze zum Errichten von Burgen oder befestigten Orten, da diese wegen ihrer schwer zugänglichen Lage – Spornlage genannt, die Burgenform heißt Spornburg – besonders gut zu verteidigen waren: Oft reichte es aus, nur die Hangoberseite massiver zu befestigen. Auch konnte man von dort durch die exponierte Lage weiträumig die Verkehrswege kontrollieren, und auch Signale zu benachbarten Wehranlagen senden. Ein Problem stellte im Fall einer Belagerung nur die Versorgung mit Trinkwasser dar.
Genauso oft sind diese Geländeformen Bauplatz von Landzeichen, Monumenten oder Heiligtümern aller Art, von weithin sichtbaren Signaleinrichtungen bis hin zu Bergkirchen.

## Beispiele solcher Burgfelsen
In Zentraleuropa sind Spornlagen vor allem in den Alpen zu finden, während die deutschen Mittelgebirge nur selten scharfe Felsensporne aufweisen.
- In Kärnten und Steiermark
  - Burg Eppenstein auf einem Kalkfelsen.

- In der Schweiz
  - Wildenburg im Kanton Zug.

- In Süd- und Mitteldeutschland meist sanftere Bergsporne:
  - Burg Wildenstein am Donaudurchbruch
  - Wachtenburg am Westrand des Rheingrabens
  - Hangburg Ehrenfels in Hessen
  - Burg Kriebstein in Sachsen
  - Burg zu Burghausen in Bayern
  - Festung Ehrenbreitstein in Rheinland-Pfalz